# Acheilognathus asmussii
Acheilognathus asmussii és una espècie de peix cipriniforme de la família dels ciprínids que es troba a Àsia: Rússia, Mongòlia, la Xina i Corea.
És un peix d'aigua dolça i de clima temperat (18 °C-22 °C).
Els mascles poden assolir 16 cm de longitud total.